# Galaxy Experience
Galaxy Experienceは、サムスンがAndroid 7.x NougerとAndroid 8.x Oreoを実行するGalaxyデバイス用Androidランチャーのソフトウェアオーバーレイである。 2016年末、タッチウィズに続き、Galaxy S7用Android 7.0「ヌガー」ベースのベータビルドで導入された。Android 9の"Pie"以降のバージョンをベースにしたOneUIに継承されている。